# The Artwoods
The Artwoods – brytyjski zespół rhythm and bluesowy, założony w 1964 roku najpierw jako The Art Wood Combo (od 1962) przez wokalistę Arta Wooda (brata Ronniego Wooda). Wiosną 1964 r. po zastąpieniu perkusisty Rega Dunnage’a przez Keefa Hartleya, zmienili nazwę na „The Artwoods”.
W grupie występowali również: Derek Griffiths (gitara), Jon Lord (organy), Malcolm Pool (bas) i perkusista Keef Hartley (w maju 1967 roku został zastąpiony przez Colina Martina). W ciągu blisko czteroletniej działalności grupa zdobyła bardzo dużą popularność w Wielkiej Brytanii, przede wszystkim jako zespół koncertowy.
„The Artwoods” występowali także dużo w krajach Europy (zagrali nawet w Polsce w kwietniu 1966, między innymi w Warszawie, Kielcach i Radomiu jako support grupy „Billy Kramer & The Dakotas”). Grupa wydała jedną płytę długogrającą, jedną tzw. „czwórkę” i kilka singli. W 1967 roku „The Artwoods” zawiesili działalność. Potem, krótko występowali jeszcze pod nazwą „St. Valentine’s Day Massacre”.
Jon Lord został w 1967 r. współzałożycielem grupy Santa Barbara Machine Head (Ron Wood: gitara, wokal; Jon Lord: instrumenty klawiszowe; Kim Gardner: gitara basowa, wokal; Twink Adler: perkusja). Obecność Wooda w „Machine Head” jest często kwestionowana. Lord poprzez „Flowerpot Men” i „Roundabout” został współzałożycielem grupy Deep Purple. Ron Wood wstąpił do Jeff Beck Group ponownie jako basista. Kim Gardner wstąpił do grupy „Creation”. Twink Adler został perkusistą w zespole Pretty Things.

## Dyskografia
- Art Gallery (1966)
- Jazz in Jeans (1967, EP-ka)
- 100 Oxford Street (1983, kompilacja)
- Singles A’s & B’s (2000, kompilacja)